# Gunhild Höglund
Ruth Gunhild Zetha Höglund, född 13 maj 1916 i Adolf Fredriks församling, Stockholm, död 22 november 2007 i Västerleds församling, Stockholm, var en svensk journalist och författare.
Hon var dotter till politikern Zeth Höglund och Gunhild Maria f Nyström och själv ogift.
Höglund arbetade bland annat i 18 år som reporter på Morgon-Tidningen, tills den lades ner 1958.